# 布蘭德 (阿肯色州)
布蘭德（英語：Bland）是位於美國阿肯色州本頓縣的一個非建制地區。該地的面積和人口皆未知。

## 地理
布蘭德的座標為36°20′00″N 93°55′25″W / 36.33333°N 93.92361°W，而該地的平均海拔高度為米（即英尺）。